# المقبرة الوردية

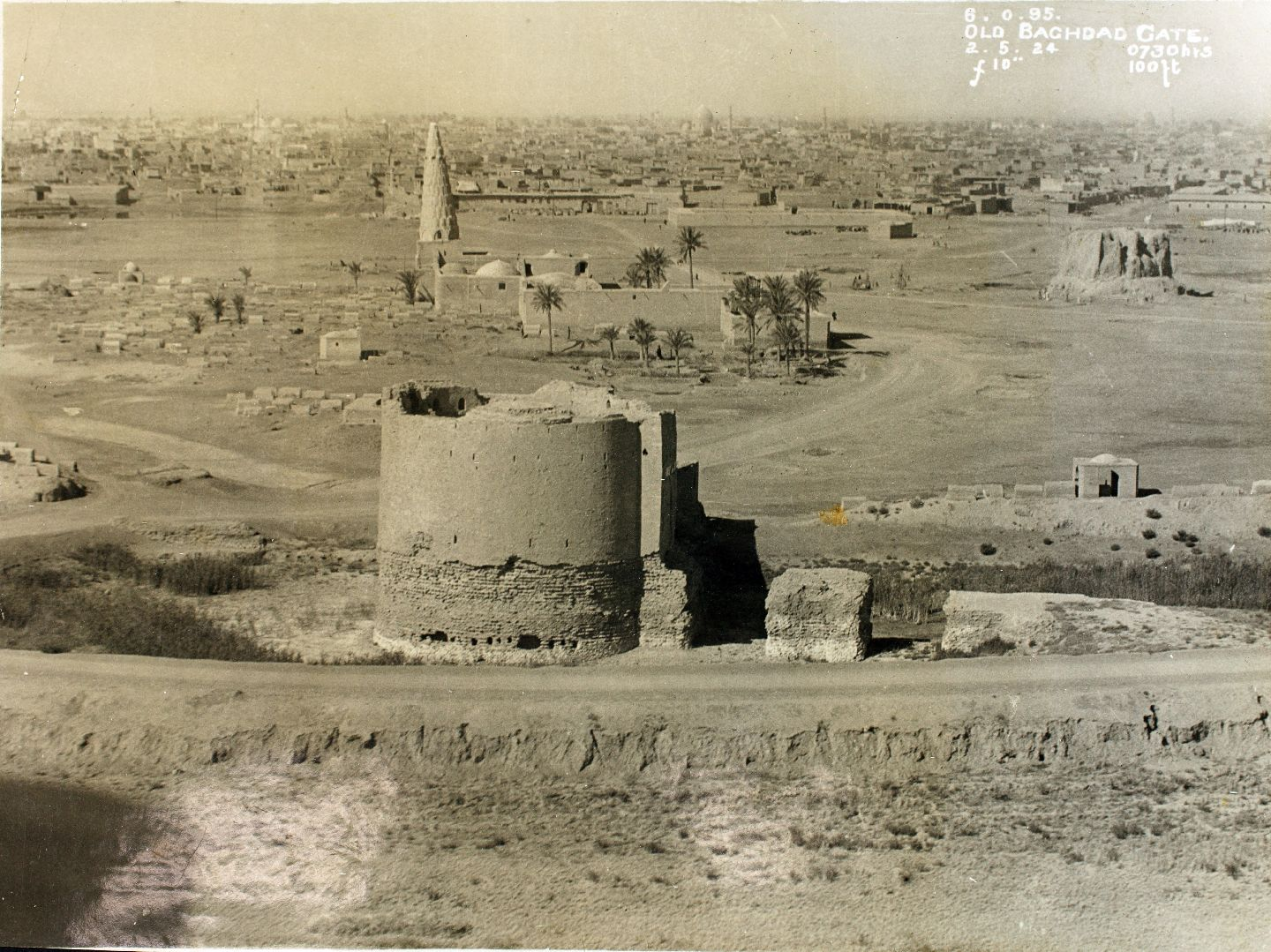
الباب الوسطاني القديم لمدينة بغداد قرب المقبرة الوردية عام 1912

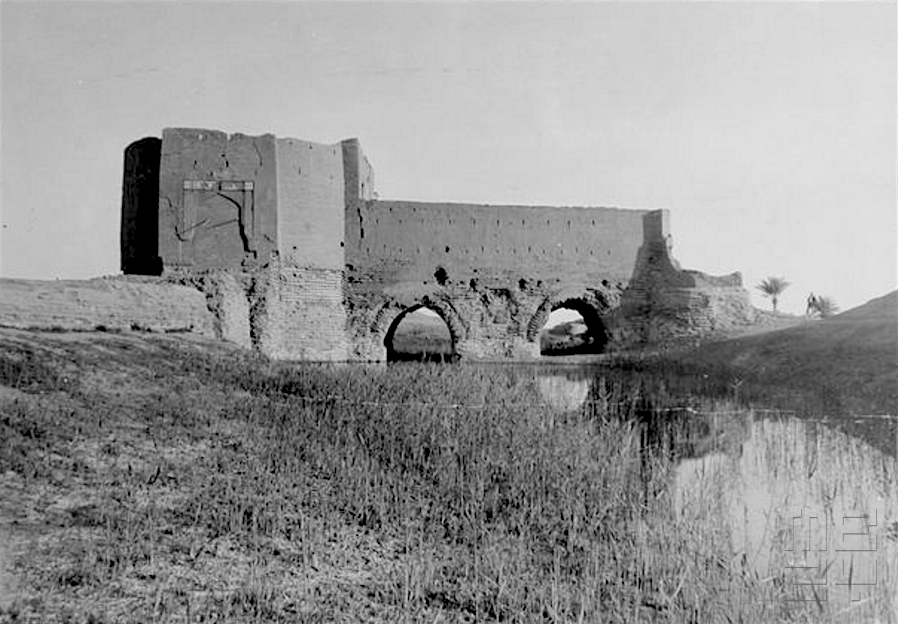
الباب الوسطاني وجزء من سور بغداد القديم في عقد العشرينات

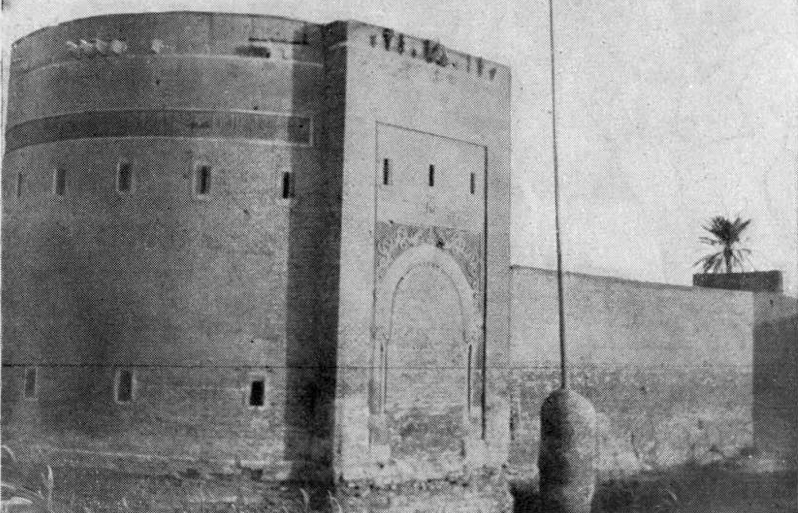
باب الظفرية أو باب الطلسم قبل تهديمه في عام 1918

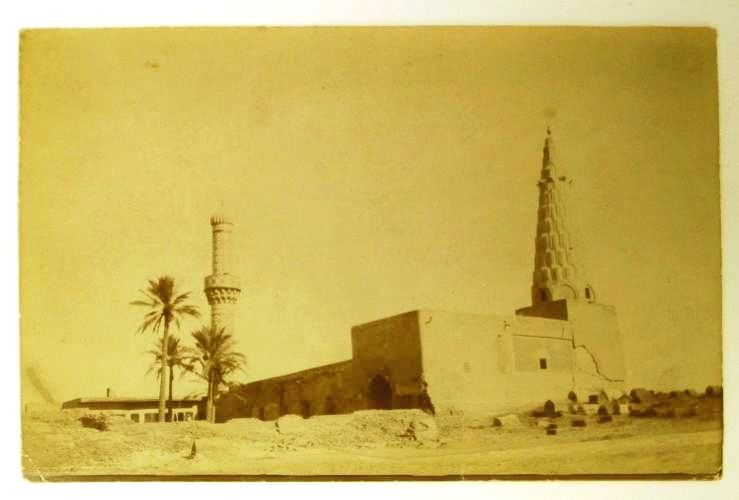
جامع ومرقد الشيخ عمر السهروردي عام 1917-1919

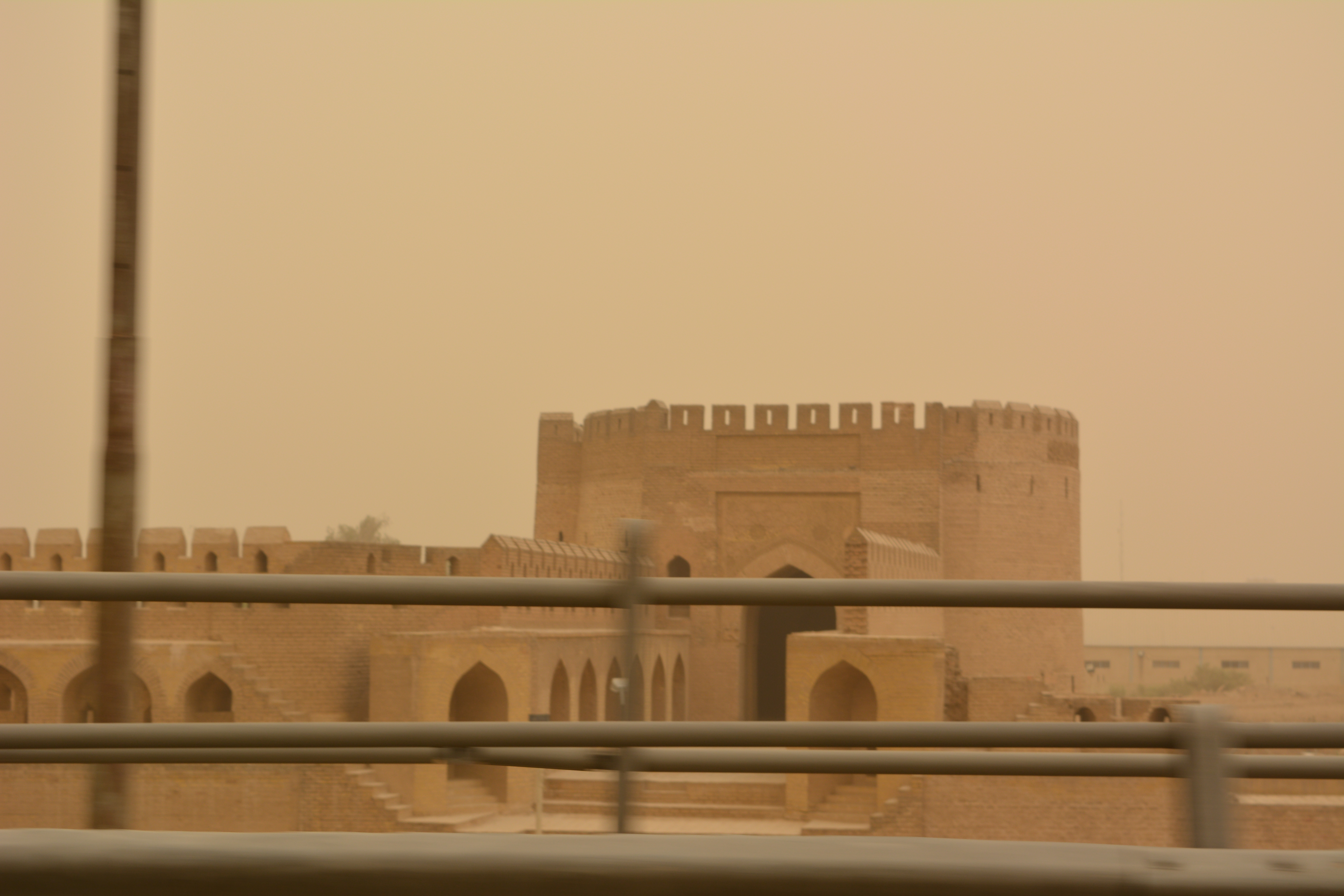
الباب الوسطاني من بقايا سور بغداد الأثري قرب جامع الشيخ عمر السهروردي في المقبرة الوردية

تقع هذه المقبرة في جانب الرصافة من مدينة بغداد، باتصال سور بغداد قرب الباب الوسطاني أو باب الطلسم، وكانت تعرف قديماً باسم المقبرة الوردية، ثم تغير اسمها إلى مقبرة الشيخ عمر، نسبة إلى الشيخ عمر السهروردي وهي تضم مراقد علماء أعلام.، وهي من المعالم الأثرية والتأريخية لبغداد، وتقع في أرض واسعة تحيط بمسجد يعرف باسم جامع الشيخ عمر السهروردي، ويعود بناء هذا الجامع إلى القرن السابع الهجري /القرن الثاني عشر الميلادي، وقد نسب اسم الجامع إلى الشيخ عمر السهروردي وجدد عمارة المسجد إسماعيل باشا ثم جدد في عام 1320هـ/1902م، وكذلك في عام 1345هـ/1926م، وأهم تعمير وتجديد للمسجد كان في عام 1384هـ/1964م، وكان من قبل وزارة الأوقاف والشؤون الدينية. وعند تتبع تاريخ الأعلام الذين دفنوا فيها وجد إن عددهم حوالي 69 شخصاً ذكرتهم المصادر التاريخية ومن أقدم أولئك الأعلام الذين دفنوا فيها هو (محمد بن محمد بن علي بن إسحاق بن خزيمة) المتوفى عام 514 هـ، وبالتالي يعتبر هذا دليلاً على إن المقبرة موجودة قبل هذا التاريخ وقد يكون هنالك تاريخ أقدم منه.

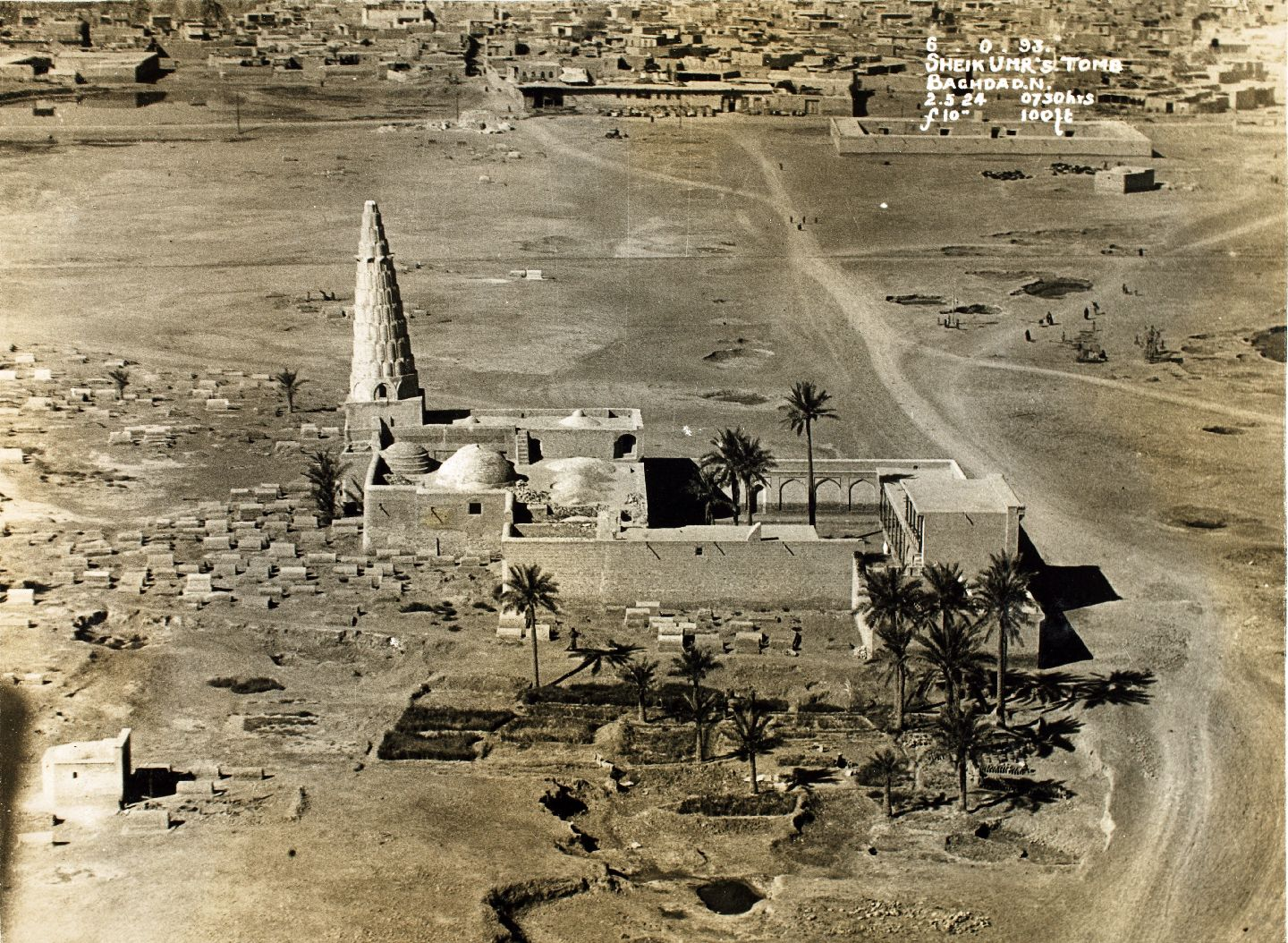
جامع الشيخ عمر السهروردي في المقبرة الوردية في بغداد 1912، وتسمى حالياً بمقبرة الشيخ عمر السهروردي

ولقد توهم من قال إن اسم المقبرة الوردية نسبة إلى الشيخ عمر السهروردي كما ذكر ذلك المؤرخ سالم الآلوسي، حيث أن الشيخ السهروردي توفي في عام 632 هـ، فكيف يعقل ان تسمى بأسمه قبل مولده. وقال ياقوت الحموي في كتابهِ معجم البلدان: الوردية مقبرة في بغداد بعد باب أبرز (بيبرز) من الجانب الشرقي من باب الظفرية. وأبرز أو بيبرز هي محلة في بغداد وهي تقع قرب الباب الوسطاني من جهة محلة الظفرية أو المقتدرية، بها قبور جماعة من الائمة منهم أبو اسحاق إبراهيم بن علي الفيروز آبادي الفقيه ومنهم من يسميها باب أبرز، أما الظفرية فهي محلة شرقي بغداد كبيرة ومنسوبة إلى ظفر أحد خدم دار الخلافة العباسية وقد نسب إلى الظفرية جماعة.
ومن أبرز من دفن فيها:
- علي الفصيحي، توفي سنة 516 هـ.
- محمد بن علي النسفي، توفي سنة 517 هـ.
- كافور بن عبد الله الحبشي الصوري، توفي سنة 521 هـ.
- عتيق بن محمد الصقلي، توفي سنة 523 هـ.
- محمد بن أحمد الديباجي، توفي سنة 529 هـ.
- أحمد بن بركة، توفى سنة 531 هـ.
- الحسن ابن الخيزراني، توفي سنة 533 هـ.
- محمد بن حمد البندنيجي، توفي سنة 538 هـ.
- علي بن أبي تراب بن فيروز، توفي سنة 551 هـ.
- الحسن بن المبارك، توفي سنة 552 هـ.
- علوي بن يعقوب الجمال، توفي سنة 555هـ.
- علي بن الحسن الزميلي، توفي سنة 569هـ.
- إسماعيل بن أحمد القاضي، توفي سنة 570 هـ.
- أسعد بن هبة الله ابن الخيزراني، توفي سنة 570 هـ.
- علي بن أحمد بن بكري، توفي سنة 575هـ.
- ابن الشاشي، توفى سنة 576 هـ.
- المبارك بن أحمد الدينوري، توفي سنة 586 هـ.
- أحمد بن طارق البغدادي، توفي سنة 592 هـ.
- يعيش بن صدقة الفراتي، توفي سنة 593 هـ.
- سعيد بن المبارك، توفي سنة 596 هـ.
- علي بن أبي النجم الواسطي، توفي سنة 600 هـ.
- سعيد بن محمد الهمداني، توفي سنة 603 هـ.
- طاهر بن أحمد الأزجي، توفي سنة 604 هـ.
- عبد الرحمن بن المبارك، توفي سنة 604 هـ.
- علي بن منصور الأزجي، توفي سنة 608 هـ.
- علي بن الحسين المجلد، توفي سنة 609 هـ.
- بدر بن جعفر الأميري، توفي سنة 611 هـ.
- المبارك بن أبي طالب النحوي، توفى سنة 612 هـ.
- عبد الرحمن بن سعد الله الأزجي، توفى سنة 612 هـ.
- أبو الفتح الغزنوي، توفي سنة 618 هـ.
- محمد أبو البركات الشهرستاني، توفى سنة 618 هـ.
- الحسين بن محمد اللمغاني، توفي سنة 622هـ.
- علي بن منصور الخطيبي، توفي سنة 622هـ.
- يُرنُقش بن عبد الله الجهيري، توفي سنة 623هـ.
- أرسلان بن عبد الله الرومي، توفي سنة 625 هـ.
- عبد الصمد بن أحمد البزاز، توفي سنة 625 هـ.
- شهاب الدين عمر السهروردي، توفي سنة 632 هـ.
- أبو البقاء الهمذاني، توفي سنة 637 هـ.
- ابن الدبيثي، توفي سنة 637 هـ.